# John Marshall (seglare)
John Marshall, född den 9 april 1942 i Santiago i Chile, är en amerikansk seglare.
Han tog OS-brons i drake i samband med de olympiska seglingstävlingarna 1972 i München.